# Paweł Sarna

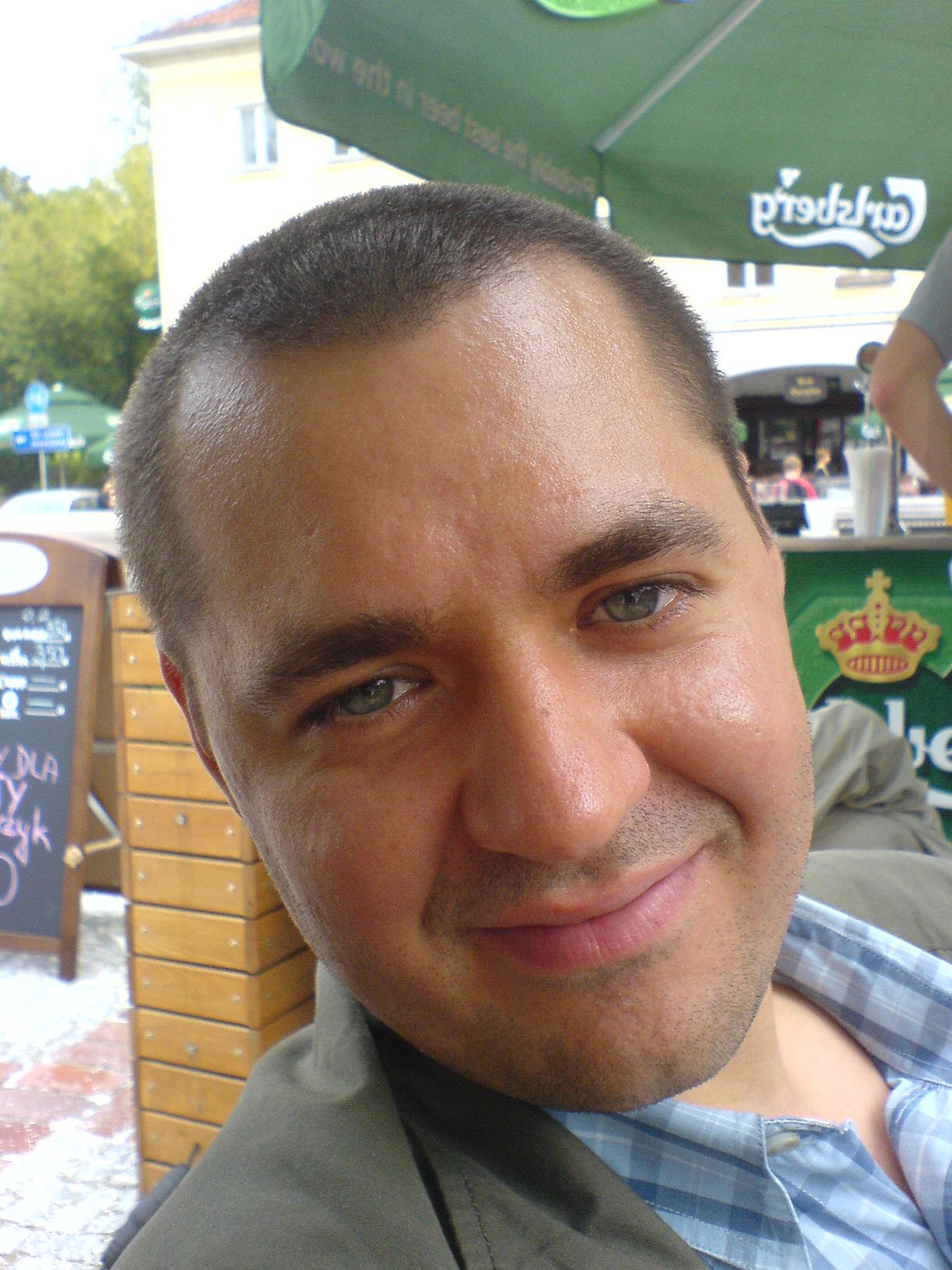
Paweł Sarna

Paweł Sarna (Jaworzno, 1977) is een Pools schrijver en dichter. Hij studeerde rechten aan de Uniwersytet Śląski in Katowice. 